# Johann Joseph Blatter
Johann Joseph Blatter (* 23. März (oder 17. März) 1684 in Visp; † 19. Januar 1752 in Sitten) war ein Schweizer römisch-katholischer Geistlicher und Fürstbischof von Sitten.

## Leben
Johann Joseph (als dritter Vorname werden Anton oder Arnold genannt) wurde als Sohn des späteren Walliser Landeshauptmanns Arnold Blatter geboren.
Nach dem Besuch des Jesuitenkollegs von Brig studierte er Philosophie und Theologie an der Universität Wien. 1708 wurde er zum Priester geweiht und war bis 1711 Pfarrer in Siders. 1711 wurde er Domherr in Sitten, wo er ab 1719 auch als Pfarrer wirkte. Am 18. Mai 1734 wurde er zum Fürstbischof von Sitten gewählt und empfing am 21. November desselben Jahres vom Lausanner Bischof Claude-Antoine Duding die Bischofsweihe.
Blatter gründete das erste Priesterseminar des Bistums Sitten im vormaligen Kloster Gerunden. In seine Amtszeit fiel zudem der Prozess um die Propstei auf dem Grossen St. Bernhard.
Er segnete am 15. Juli 1736 die barocken Seitenaltäre der Pfarrkirche von Zermatt ein, dem Geburtsort seines Vaters. Den von ihm später gestifteten Hochaltar ziert noch heute sein bischöfliches Wappen mit Schwert und Hirtenstab.